# Mario Bolognetti
Mario Bolognetti (Roma, 2 febbraio 1691 – Roma, 12 febbraio 1756) è stato un cardinale italiano.

## Biografia
Nacque nel 1691 dal conte Ferdinando Bolognetti, principe di Vicovaro, e da Flavia Theodoli, dei marchesi di San Vito. 
Papa Benedetto XIV lo ordinò cardinale nel concistoro del 9 settembre 1743. Morì il 12 febbraio 1756.